# Trichilia breviflora
Trichilia breviflora là một loài thực vật thuộc họ Meliaceae. Loài này có ở Belize, Guatemala, và Honduras.